# Thuiaria excepticea
Thuiaria excepticea is een hydroïdpoliep uit de familie Sertulariidae. De poliep komt uit het geslacht Thuiaria. Thuiaria excepticea werd in 1947 voor het eerst wetenschappelijk beschreven door Fenyuk. 